# 롯코역
롯코역(일본어: 六甲駅, ろっこうえき)은 일본 효고현 고베시 나다구에 있는 한큐 전철 고베 본선의 역이다. 역 번호는 HK-13이다.
쾌속 급행(이른 아침과 야간 운행) 이하의 종류의 열차가 정차한다.

## 역사
- 1920년 7월 16일: 한신 급행 전철로 한큐 고베 본선 개통과 동시에 개업.
- 1968년 4월 7일: 고베 고속 철도 개통에 따라, 본 역까지 산요 전기철도 열차가 다니게 되고 이와 함께 승강장을 섬식 승강장 2면 4선의 구조에서 상대식 승강장 2면 4선의 구조로 변경.
- 1984년 5월 5일: 역 구내에서 산요의 회송 열차와 한큐 차량 간의 충돌 사고 발생.
- 1987년 12월 14일: 쾌속 급행 정차역이 됨.
- 1995년
  - 1월 17일: 한신・아와지 대지진으로 재해, 영업 정지.
  - 2월 13일: 미카게 ~ 오지코엔 역 구간이 복구되고 이 구간에서 보통 열차의 정기 왕복 운행 개시.
  - 3월 13일: 오지코엔 ~ 산노미야 역 구간이 복구되고 당역 ~ 산노미야 역 구간에서 보통 열차의 정기 왕복 운행 개시.
  - 6월 1일: 오카모토 ~ 미카게 역 구간이 복구되어 슈쿠가와 ~ 고베 고속 철도 신카이치 역 구간에서 보통 열차의 정기 왕복 운행 개시.
  - 6월 12일: 니시노미야키타구치 ~ 슈쿠가와 역 구간이 복구되고, 개통.
- 1998년 2월 15일: 본 역까지 운행하던 산요 열차와의 상호 직통 운전 폐지.
- 1999년
  - 9월 30일: 2층의 유인 개찰구 폐쇄.
  - 10월 18일: 교상역사화 공사로 인하여 상하행선 구내 연락 통로 폐쇄.
- 2000년 4월 9일: 교상 역사 사용 개시.
- 2013년 12월 21일: 역 번호 도입.

## 역 구조
지상역이지만 역사는 2000년에 교상역사화되었다.
개통 당초의 승강장은 섬식 승강장 2면 4선의 구조였지만, 산요 전기철도 본선과의 직통 운전과 고베 본선의 8량 편성 운행에 대비하여, 1968년까지 대피선 2선의 외측에 상대식 승강장 2면 2선의 구조로 바꾸어 주로 본선을 통과선으로 하는 신칸센(주요역)형 구조로 개량되었다. 한큐 선내에서 이런 구조의 승강장을 갖는 것은 본 역 뿐이다.
산요에서 노선 연장하는 열차는 1998년 2월까지 설정되어, 본 역을 시,종점으로 하였다. 도착 후에는 옆의 미카게 역 서쪽에 있는 인상선까지 회송하였다.
과거, 보통 열차의 대부분은 본 역에서 특급 대피를 수행했었으나, 1995년에 오카모토역이 특급의 정차역이 된 이후에는 본 역에서의 주간 대피가 해소되면서 본 역을 통과하게 되면서 보통의 소요 시간은 단축되었다.

### 승강장
| 번호 | 노선        | 방향 | 행선                                                       |
| ---- | ----------- | ---- | ---------------------------------------------------------- |
| 1    | ■ 고베 본선 | 하행 | 고베 (산노미야)・신카이치・산요 전철선 방면                |
| 4    | ■ 고베 본선 | 상행 | 오사카 (우메다)・니시노미야키타구치・교토・다카라즈카 방면 |

- 2,3번 선은 통과선으로 승강장 번호는 없다. 이 통과선이 주로 본선이어서 정차 열차가 입선하고 1,4번 선은 부본선이다.

## 역 주변
롯코 산의 남쪽 입구에서, 산 위로 가려면 버스로 갈아타야 한다. 롯코 케이블에는 이 버스로 연결되고 있다.
고베 대학이나 고베 쇼인조시가쿠인 대학과 신와 중학교・신와 여자 고등학교 등의 근처역이기도 하므로 러시아워를 중심으로 학생들의 이용이 많다.
JR 고베 선의 롯코미치역은 본 역에서 남쪽으로 700m(도보로 약 9분) 거리에 있다.
- 아즈나스 롯코점(역사 내)
- 택시 승강장
- 롯코하치만 신사
- 롯코 지역 복지 센터
- 고베 대학
  - 야마구치 세이코 기념관
- 고베 쇼인조시가쿠인 대학
- 롯코 중・고등학교
- 고베 시립 나가미네 중학교
- 고베 시립 롯코 초등학교
- 롯코 유치원
- 신와 여자 중・고등학교
- 고베 가이세이 병원
- 롯코 병원
- 고베 시노하라 우체국
- 고베 다카하라 우체국
- 고베 장군 우체국
- 미쓰이스미토모 은행 롯코 지점
- 한큐 오아시스
- 신미나토 교회
- 가톨릭 롯코 교회

## 사진

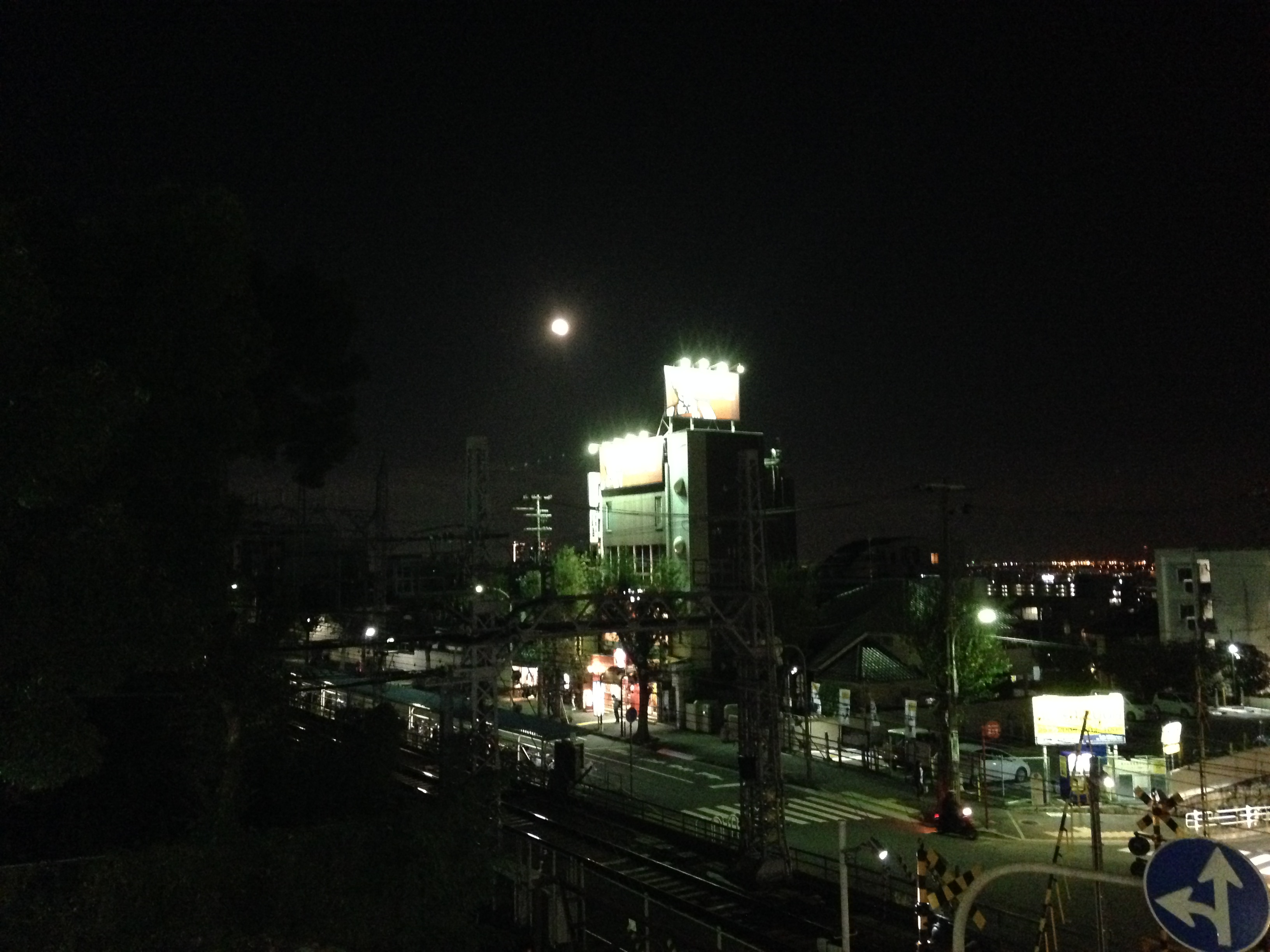
일식에 비춰진 북쪽 역사
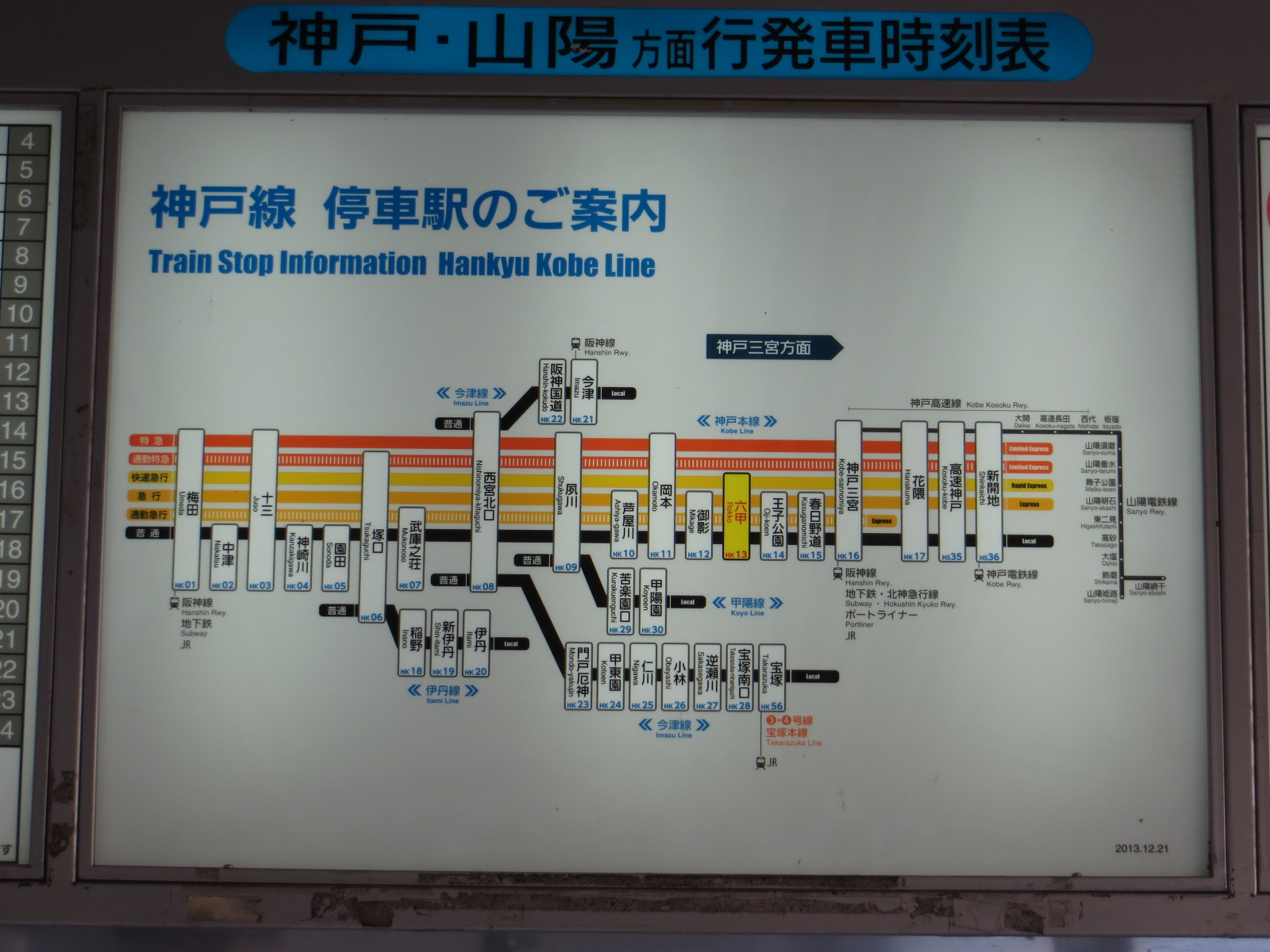
종합 안내도
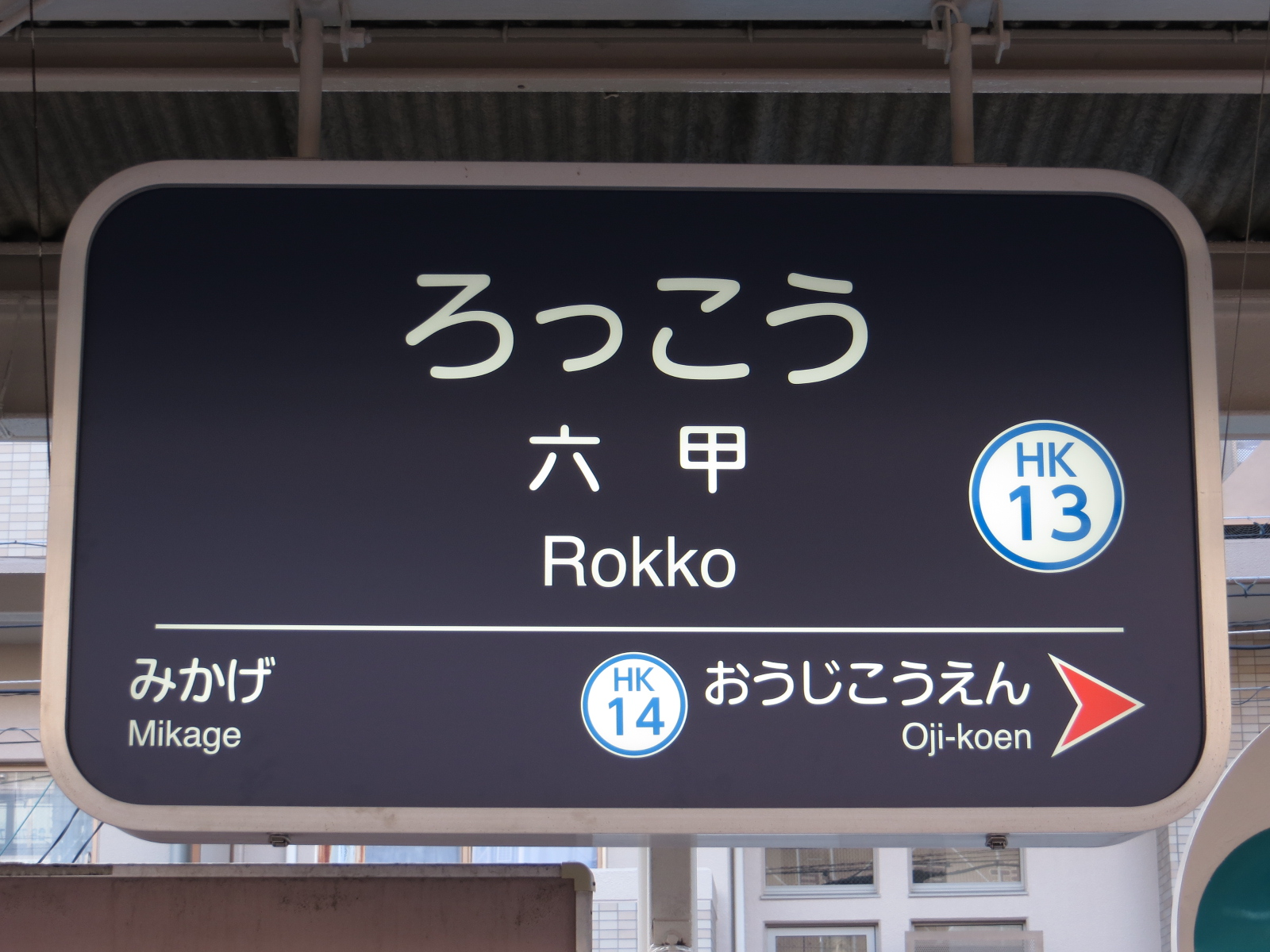
역명판

## 인접역
| 한큐 전철 ■ 고베 본선      | 한큐 전철 ■ 고베 본선          | 한큐 전철 ■ 고베 본선            |
| -------------------------- | ------------------------------ | -------------------------------- |
| HK-11 오카모토 우메다 방면 | ■ 직통특급 "아타고" ■ 쾌속급행 | 고베산노미야 HK-16 신카이치 방면 |
| HK-12 미카게 우메다 방면   | ■ 급행 ■ 통근급행 ■ 보통       | 오지코엔 HK-14 신카이치 방면     |